# Ottendorf, Saale-Holzland
Ottendorf là một đô thị thuộc huyện Saale-Holzland, trong bang Thüringen, Đức. Đô thị Ottendorf, Saale-Holzland có diện tích 4,4 km².